# 利扎克
利扎克（法語：Lizac，法語發音：[lizak]）是法国奥克西塔尼大区塔恩-加龙省的一个市镇，属于卡斯泰尔萨拉桑区。

## 地理
利扎克（44°6'19"N, 1°11'12"E）面积9.42 平方千米，位于法国奧克西塔尼大區塔恩-加龙省，该省份为法国西南部内陆省份，北起顺时针与洛特省、阿韦龙省、塔恩省、上加龙省、热尔省和洛特-加龙省接壤。
与利扎克接壤的市镇（或旧市镇、城区）包括：莱巴尔特、唐普勒堡、拉弗朗赛斯、莫扎克、穆瓦萨克。
利扎克的时区为UTC+01:00、UTC+02:00（夏令时）。

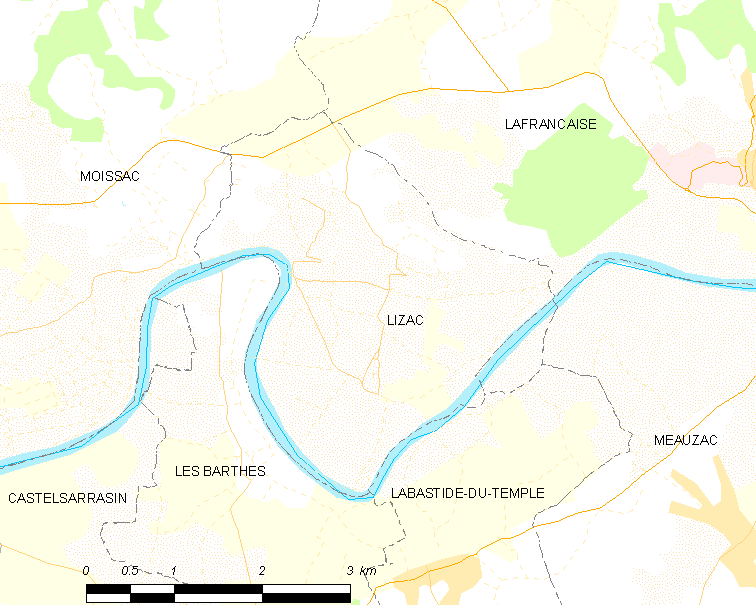
利扎克的OSM定位图

## 行政
利扎克的邮政编码为82200，INSEE市镇编码为82099。

## 政治
利扎克所属的省级选区为穆瓦萨克县。

## 人口

1962-2008年间利扎克人口变化图示

利扎克于2022年1月1日时的人口数量为545人。